# Kompartmentalizacija
Kompartmentalizacija je proces, odnosno stanje ograničenog pristupa informacijama za osobe koje su izvan određenog entiteta, odnosno skupine koja je upoznata s određenim brojem informacija. 
Ovaj koncept ograničavanja pristupa informacijama potječe od klasificiranja podataka unutar vojnih i obavještajnih krugova.
Smisao kompartmentalizacije je u tome da ako manji broj ljudi zna za informaciju, zadatak i sl. to je rizik od neuspjeha manji. U dijelu slučajeva o nekim informacijama mora se razgovarati zato je u svijetu razvijen veliki broj kodnih jezika, odnosno kodnih riječi i fraza koje se koriste unutar ograničenih skupina kako bi izrazili ono što žele reći bez da ugroze tajnost i sigurnost podataka. 
Najpoznatiji primjer kompartmentalizacije je projekt Manhattan gdje se cjelokupni proces izrade bombe odvijao u nekoliko zasebnih dijelova, odnosno provodilo ga je nekoliko neovisnih skupina koje nisu znale konačni smisao i cilj onoga što rade. 